# Jüdischer Friedhof (Wölfersheim)

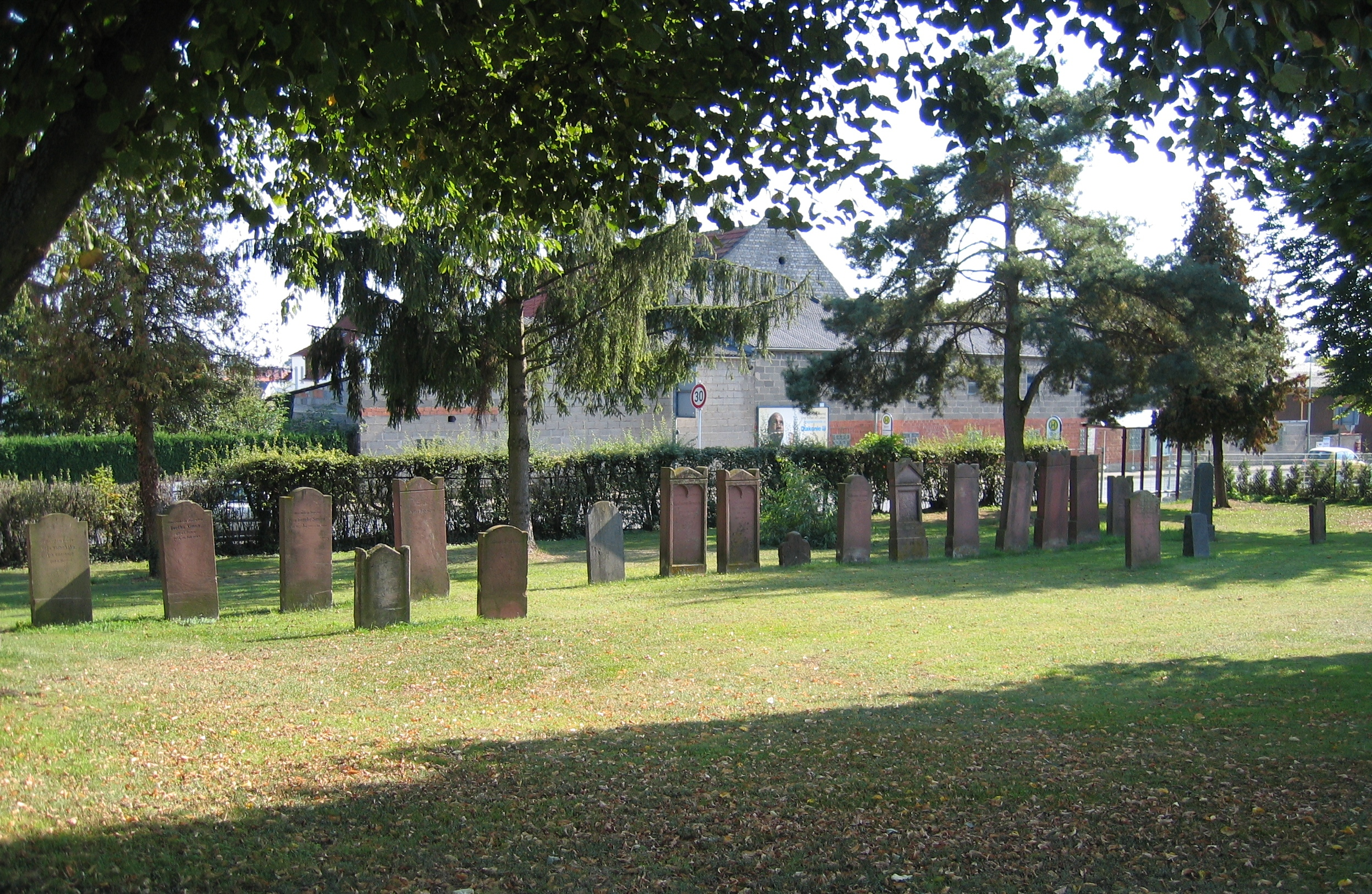
Jüdischer Friedhof Wölfersheim

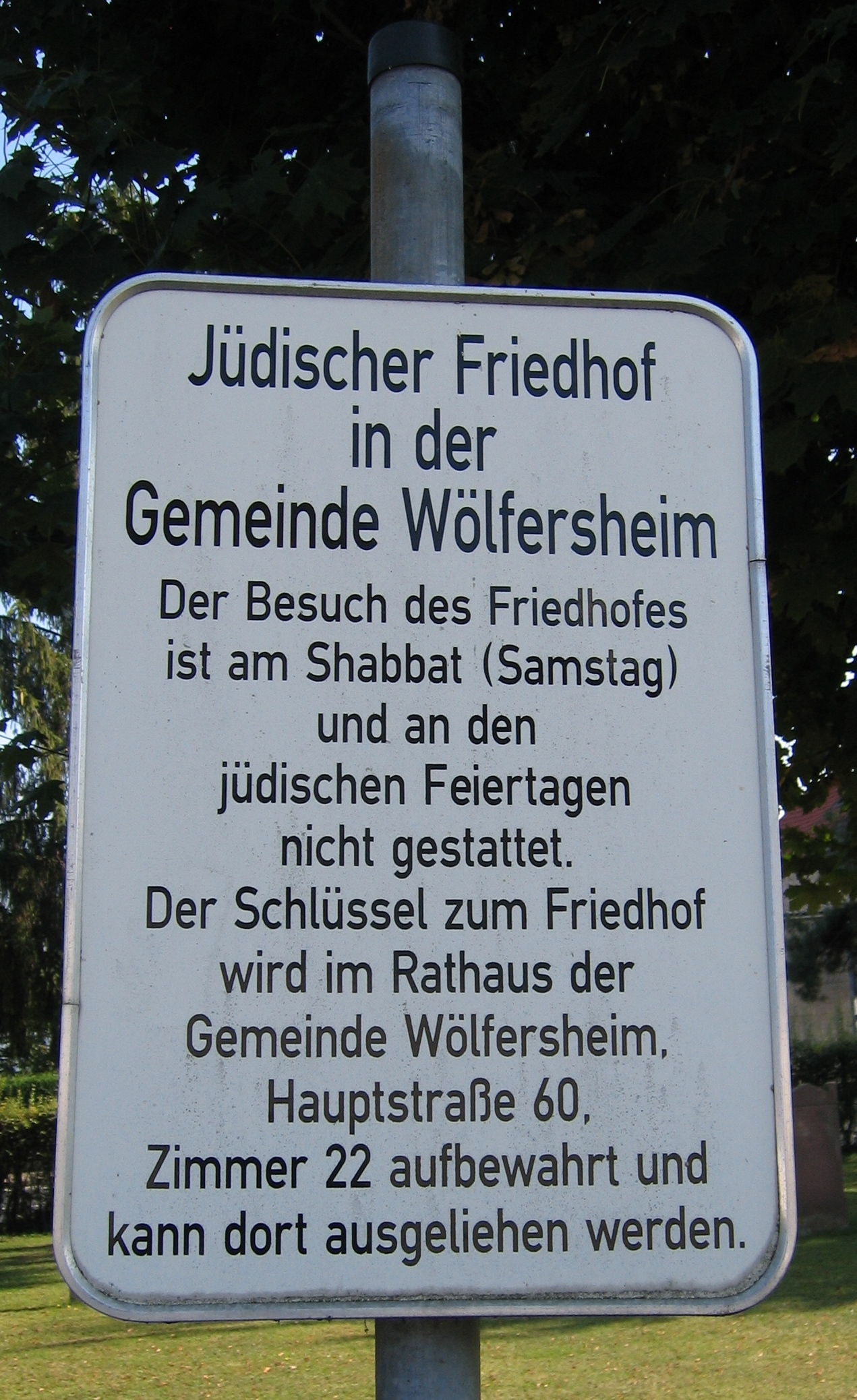
Hinweis am Eingang zum jüdischen Friedhof Wölfersheim

Der Jüdische Friedhof Wölfersheim ist ein jüdischer Friedhof in Wölfersheim, einer Gemeinde im Wetteraukreis in Hessen. Der Friedhof ist ein geschütztes Kulturdenkmal und befindet sich nordöstlich des Ortes an der Straße nach Hungen.

## Geschichte
Der Friedhof der jüdischen Gemeinde Wölfersheim diente zeitweise auch Juden aus benachbarten Orten wie Melbach und Obbornhofen als Begräbnisstätte. Die letzte Beerdigung fand 1922 statt (Jettchen Rossmann, *1857).
In Wölfersheim bestehen zwei Friedhofsgrundstücke mit einer Fläche von 15,61 und 2,04 Ar. Der älteste Grabstein ist von 1729, insgesamt sind noch 36 Grabsteine vorhanden.